# 창원 대광사 수능엄경
창원 대광사 수능엄경(昌原 大廣寺 首楞嚴經)은 대한민국 경상남도 창원시 진해구, 대광사에 있는 불경이다. 2015년 10월 29일 경상남도의 문화재자료 제605호로 지정되었다.

## 개요
｢수능엄경(首楞嚴經)｣은 한국불교 근본경전 중의 하나로 ｢금강경｣⋅｢원각경｣⋅｢대승기신론｣과 함께 불교 전문강원의 '4교과(敎科)' 과목으로 채택된 경전이다.
이 책은 '권7~8'의 '2권(卷) 1책'으로 제본된 목판본(木板本)이다. 표지서명은 '首楞嚴經(수능엄경)'으로 확인된다.
권수제(卷首題)는 '大佛頂如來密因修證了義諸菩薩萬行首楞嚴經'이며, 판심제(版心題)는 '楞'자로 확인된다. 제책(製冊)의 형태는 '오침안선장본(五針眼線裝本)'으로 확인된다. 판식(板式)은 사주단변(四周單邊)에, 반곽(半郭) 25.6×17.4cm이며, 계선이 없고(無界), 10행(行) 16자(字)로 배열되어 있다.
이 책은 명확한 간행 기록(刊記)은 찾아 볼 수 없다. 하지만, 그 인쇄 상태 및 형태서지적인 내용들을 두루 살펴본 결과, 17세기에 간행한 것으로 판단된다. 본문 변란에 시주자들이 수록되어 있고, 그 인출 및 보관상태가 양호한 책이다. 그 간행의의와 성격이 중요한 자료적 가치를 지니고 있다.

## 참고 자료
- 창원 대광사 수능엄경 - 국가유산청 국가유산포털